# Божкова къща (Енидже Вардар)
Божковата къща (на гръцки: Οικία Μανδάλτση-Μπόσκου, Къщата на Мандалци-Бошко) е фамилна къща на рода Божкови в Енидже Вардар. Намира се в близост до църквата „Света Богородица“, непосредствено на юг от нея, в махалата Вароша в центъра на града. Разположена е на улица „Бошко“, пряка на ул. „Митрополеос“. Строена е през XIX век, а Георги Харишев Божков я описва така:
| „ | Къщата ни беше грамадна – шест стаи горе и шест долу, в които можеха да живеят много хора. Имахме две големи корита за грозде, едното за 18 хиляди оки, другото за 24 хиляди оки. Бъчви големи, хамбари за храна. | “ |